# Nymphoides peltata
Il limnantemio (Nymphoides peltata (S.G. Gmel.) Kuntze, 1891) è una pianta acquatica della famiglia Menyanthaceae.

## Descrizione

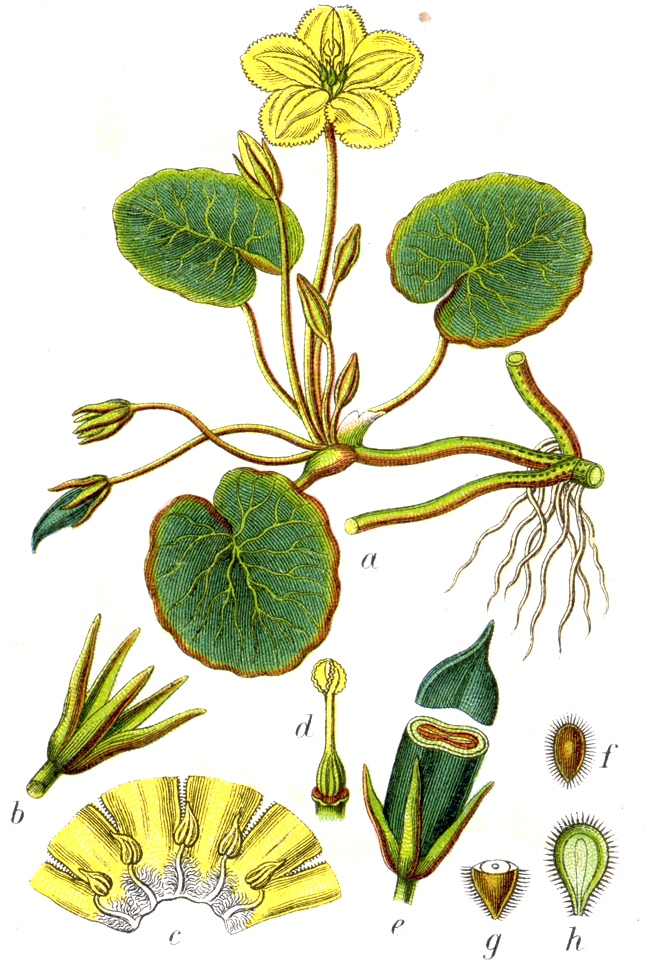

È una pianta acquatica idrofita radicante, fissata al substrato mediante un lungo e sottile rizoma, da cui si originano fusti lunghi da pochi centimetri a quasi 2 metri.

Le foglie, cuoriformi, di diametro fino a 12 cm, galleggiano sulla superficie dell'acqua; per il loro aspetto ricordano quelle delle ninfee, ma la somiglianza è frutto di mera convergenza evolutiva.

I fiori, sorretti da peduncoli lunghi fino a 10 cm che originano dall'ascella foliare, sono di colore giallo, con corolla composta da 5 petali dal margine finemente sfrangiato. Fioriscono da giugno ad agosto.

Il frutto è una capsula lunga 2,5 cm, che a deiscenza libera numerosi piccoli semi appiattiti, con un margine alato che ne facilita la dispersione.

## Distribuzione e habitat
L'areale originario della pianta è eurasiatico, ma la sua diffusione come pianta ornamentale già a partire dal XIX secolo ne ha facilitato la propagazione anche in Nord America, ove è considerata una specie invasiva.

In Italia la sua presenza è limitata alla Val Padana e a poche aree umide della Toscana, del Lazio e della Sardegna.
Predilige acque poco profonde, stagnanti o con leggera corrente.